# Paul de Chapeaurouge
Paul Henri Adolph Wilhelm Franz de Chapeaurouge (* 11. Dezember 1876 in Hamburg; † 3. Oktober 1952 ebenda) war ein deutscher Jurist und Hamburger Politiker (DVP, VBH, CDU). Von 1917 bis 1933 und erneut von 1946 bis zu seinem Tod war er Mitglied der Hamburgischen Bürgerschaft, außerdem von 1925 bis 1933 Senator. Chapeaurouge war von 1946 bis 1952 Vorsitzender des konservativen Vaterstädtischen Bunds Hamburg und 1948/49 Mitglied des Parlamentarischen Rates.

## Familie und Beruf
Er stammte aus der Kaufmannsfamilie Chapeaurouge, die im 18. Jahrhundert von Genf nach Hamburg gezogen war und die mehrere Staatsräte und Hamburger Senatoren hervorbrachte, darunter sein Onkel Charles Ami de Chapeaurouge. Sein Vater war der Obergerichtsrat Edmund de Chapeaurouge. Entgegen der calvinistischen Familientradition wurde Paul de Chapeaurouge evangelisch-lutherisch getauft.
Nach dem Abitur am Hamburger Johanneum studierte de Chapeaurouge in Freiburg im Breisgau, München und Berlin Rechts- und Staatswissenschaften. 1898 legte er das erste juristische Staatsexamen ab, im Jahr darauf promovierte er an der Universität Leipzig mit einer Arbeit über das Verhältnis der Offenen Handelsgesellschaft im damals neuen Handelsgesetzbuch zur Gesellschaft bürgerlichen Rechts. Anschließend leistete er den einjährigen Militärdienst in Weimar. Nach dem Referendariat in Hamburg legte er 1903 das Assessorexamen ab, wurde im selben Jahr als Rechtsanwalt zugelassen und praktizierte ab 1904 auch als Notar in seiner Heimatstadt. Als Offizier (zunächst Oberleutnant, ab 1917 Major) diente er im Ersten Weltkrieg, nahm als Bataillonskommandeur 1915 an den Schlachten in der Champagne und 1916 an der Schlacht um Verdun sowie im Frühjahr 1918 an der Offensive in Flandern teil. Er wurde mit dem Eisernen Kreuz I. Klasse und dem Hausorden von Hohenzollern mit Schwertern ausgezeichnet. Im August 1918 erlitt er in der Champagne eine schwere Gasvergiftung.
Verheiratet war de Chapeaurouge ab 1906 mit Oscar Louis Tesdorpfs Tochter Elise. Das Paar hatte vier Söhne, darunter der Diplomat und CDU-Politiker Alfred de Chapeaurouge (der von 1953 bis 1986 ebenfalls der Hamburgischen Bürgerschaft angehörte) und der Bundesrichter Edmund de Chapeaurouge (1912–2006).
Paul de Chapeaurouge wurde auf dem Familiengrab Jacques Henri de Chapeaurouge, Friedhof Ohlsdorf in Hamburg, Planquadrat Q 25 (nördlich Wasserturm), beigesetzt.

## Partei
Paul de Chapeaurouge kandidierte bei den Bürgerschaftswahlen 1910 und 1913 erfolglos für die „Fraktion der Rechten“. Im Kaiserreich gehörte er der Nationalliberalen Partei an, aus der 1918 die Deutsche Volkspartei (DVP) hervorging, deren Hamburger Landesverband de Chapeaurouge mitgründete. Von 1920 bis 1924 war er Landesvorsitzender der DVP Hamburg. Dieser gehörte er dann bis 1933 an. Bereits zur Jahreswende 1931/32 stellte er Überlegungen über eine Zusammenarbeit mit der NSDAP an, die aber mangels Mehrheit von DVP, DNVP und NSDAP nicht zu eigentlichen Koalitionsverhandlungen führten. Im Januar 1933 gelang es jedoch, die Staatspartei für Verhandlungen zu gewinnen, an denen auch de Chapeaurouge beteiligt war. Die Verhandlungen scheiterten aber im Februar 1933 noch an der Weigerung einiger Staatspartei-Abgeordneter in der Bürgerschaft, NSDAP-Senatoren mitzuwählen. Nach dem Ausschluss der KPD von der Teilnahme an Reichs- und Landtagssitzungen durch eine Notverordnung der Reichsregierung hatten die Rechtsparteien auch ohne die Staatspartei eine Mehrheit in der Bürgerschaft.
Nach dem Zweiten Weltkrieg schloss sich de Chapeaurouge zunächst dem Verein der Mitglieder und Freunde der Deutschen Volkspartei von Erich Röper und Hermann Carl Vering an, der das Ziel verfolgte, eine bürgerliche Sammlungsbewegung unter Führung ehemaliger DVP-Mitglieder zustande zu bringen. Ein Angebot von Christian Koch, dessen Partei Freier Demokraten, des späteren Hamburger FDP-Landesverbandes, beizutreten, lehnte er ab. Schließlich gründete er Ende 1945 den Vaterstädtischen Bund Hamburg, dessen Vorsitzender er auch war. Ein Großteil der Mitglieder des DVP-Freundeskreises und der von dem Kaufmann Franz-Josef Weiss gegründeten Liberalen Partei schloss sich Anfang 1946 dem VBH an.
Neben seiner Führungsrolle im VBH knüpfte de Chapeaurouge Kontakte zum früheren DNVP- und DVFP-Reichstagsabgeordneten Reinhold Wulle, der gerade die Deutsche Aufbaupartei, eine Keimzelle der späteren DKP/DRP, gegründet hatte. Als diese Kontakte nach Rechtsaußen die Zulassung des VBH gefährdeten, zog de Chapeaurouge sich von Wulle zurück und intensivierte die Bemühungen um kleine Gruppen in Hamburg, wie die Partei der bürgerschaftlichen Rechten um das ehemalige DVP-Mitglied Wilhelm Kohrs, die er ebenfalls zum Übertritt in den VBH bewegen konnte. Im Juli 1946 gelang es Chapeaurouge dann schließlich, die Zulassung für seine Partei von der Militärregierung zu erhalten. Wohl wissend, dass die personelle Decke seiner Organisation sehr dünn war, bot er CDU, FDP, Deutscher Konservativer Partei und Niedersächsischer Landespartei an, unter dem Dach des VBH gemeinsam zu kandidieren. Nachdem die FDP dieses Angebot am 22. September 1946 endgültig ablehnte, gelang es Chapeaurouge lediglich noch für sich und Vering, dessen Platz aufgrund des Wahlergebnisses dann nicht einmal zum Einzug in die Bürgerschaft reichte, Listenplätze bei der CDU zu sichern; für eine eigenständige Kandidatur des VBH war es bereits zu spät.
1949 wurde der nur noch formal bestehende VBH dann zur Hülle für die Listenverbindung aus CDU, FDP und DKP. Bereits seit Ende 1948 hatte Chapeaurouge mit CDU, FDP und Deutscher Partei und später auch der DKP erneute Verhandlungen über ein Wahlbündnis geführt, wobei die FDP schließlich ein Bündnis mit der DP ablehnte, so dass lediglich CDU, FDP und DKP gemeinsam antraten. Neben de Chapeaurouge wurde der FDP-Politiker Edgar Engelhard zum gleichberechtigten Vorsitzenden des VBH gewählt. Als sich nach der Wahl CDU, FDP und DKP nicht auf eine gemeinsame Fraktion einigen konnten, löste sich der VBH auch formell auf und de Chapeaurouge und die wenigen verbliebenen Mitglieder des Vaterstädtischen Bundes traten der CDU bei.

## Abgeordneter
Von 1917 bis 1933 war Chapeaurouge Mitglied der Hamburgischen Bürgerschaft und von 1923 bis 1925 Vorsitzender der DVP-Bürgerschaftsfraktion. Bei der ersten Bürgerschaftswahl nach dem Zweiten Weltkrieg kandidierte Chapeaurouge im Rahmen einer Wahlabsprache seines VBH auf der Liste der CDU und zog wieder in das Parlament ein. Bei der Bürgerschaftswahl 1949 war er Spitzenkandidat des nun als Listenverbindung fungierenden VBH und gehörte der Bürgerschaft dann bis zu seinem Tode an. Bereits nach Bildung des Wahlbündnisses am 27. September 1949 wurde de Chapeaurouge zum Vorsitzenden der nun gebildeten VBH-Fraktion gewählt und behielt dieses Amt bis zur Bürgerschaftswahl 1949.

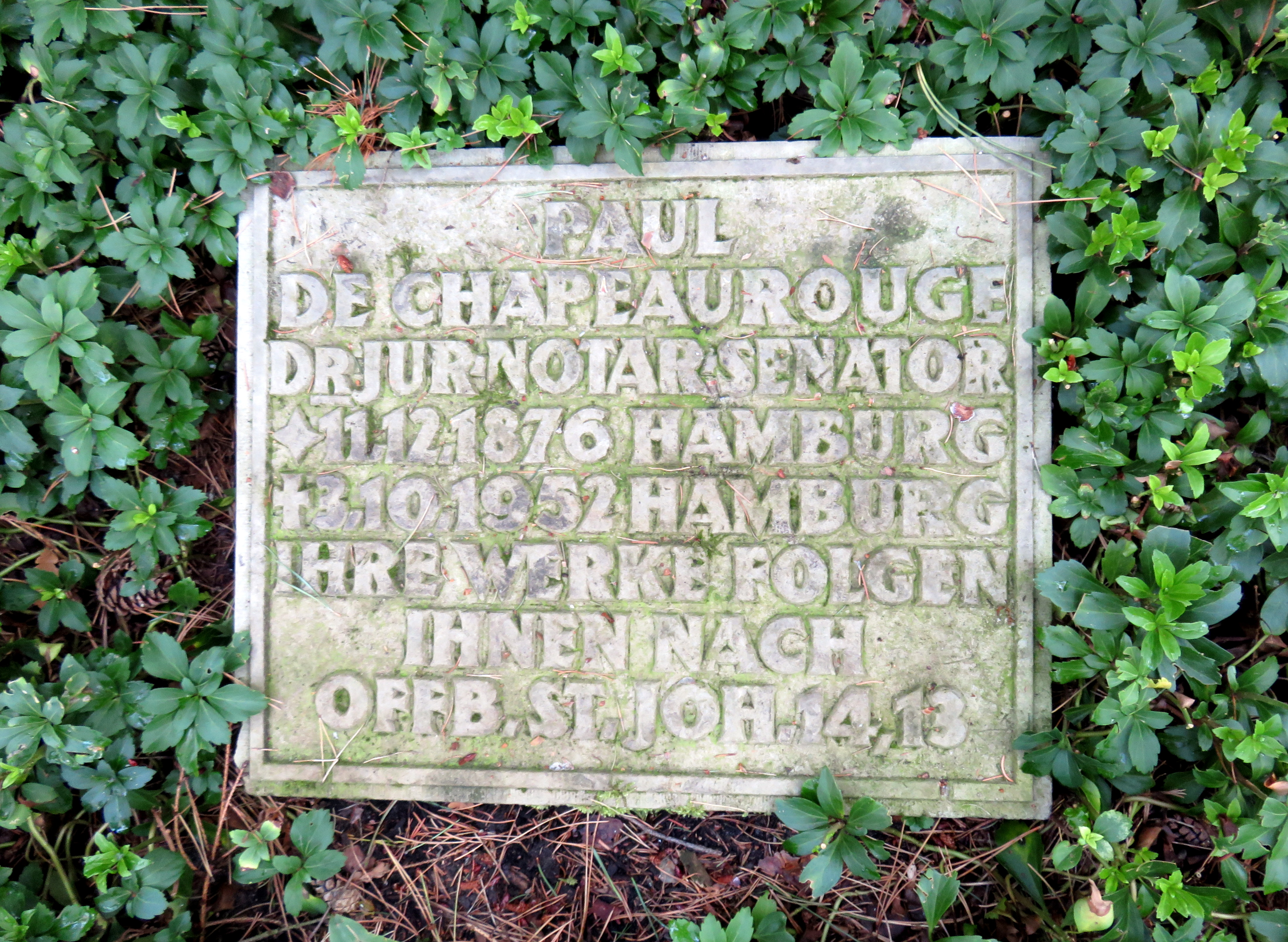
Kissenstein für Paul de Chapeaurouge auf dem Friedhof Ohlsdorf

Vom 1. September 1948 bis zum 23. Mai 1949 war er neben Adolph Schönfelder (SPD) eines der beiden von der Hamburgischen Bürgerschaft entsandten Mitglieder des Parlamentarischen Rates. Dies war Folge einer Absprache zwischen SPD und CDU: Die Hamburger SPD verzichtete auf den ihr eigentlich zustehenden zweiten Sitz, im Gegenzug ermöglichte die CDU in Württemberg-Hohenzollern die Entsendung von Carlo Schmid (SPD). Beide hatten dann überdurchschnittlichen Anteil an der Ausarbeitung des Grundgesetzes.
Mit Erfolg setzte sich der Notar Chapeaurouge dafür ein, dass der Bund die Vorranggesetzgebung auf dem Gebiet des Notariats bekam. Um den Bedenken der süddeutschen Länder zu begegnen, wurde jedoch in Artikel 138 eine Garantieklausel für das „süddeutsche Notariat“ (Amtsnotariat) eingefügt. Zudem sprach er sich vehement für den Bundesrat als eine dem Bundestag gleichberechtigte Länderkammer und gegen einen Senat als zweite Parlamentskammer aus. Er erreichte auch, die Möglichkeit der Richteranklage auf vorsätzliche Verfassungsverstöße einzugrenzen. Ohne Erfolg sprach sich Chapeaurouge gegen die verfassungsrechtliche Abschaffung der Todesstrafe aus. Diese bezeichnete er als „eine notwendige Schutzmaßnahme der jungen deutschen Demokratie“. Auch sein Vorschlag, eigene Wahlkreise für Flüchtlinge und Vertriebene aus den Ostgebieten und der Sowjetischen Besatzungszone einzurichten, fand keine Mehrheit.

## Öffentliche Ämter
Vom 18. März 1925 bis zum 6. März 1933 gehörte de Chapeaurouge dem Hamburger Senat an. Er war dort für das Ressort Hochschule und Wissenschaft zuständig. Nach dem Rücktritt des sozialdemokratischen Polizeisenators Adolph Schönfelder am 3. März 1933 übernahm er auch dieses Amt. Bereits drei Tage später trat er jedoch verärgert aus dem Senat zurück, nachdem die Polizeigewalt durch Reichsinnenminister Wilhelm Frick an den SA-Standartenführer Alfred Richter übertragen worden war. Neben dieser Brüskierung war für den Rücktritt auch maßgeblich, dass de Chapeaurouge den Rückhalt in der DVP verloren hatte, weil er in der immer weiter nach rechts driftenden Partei inzwischen als linker Flügelmann galt.
Als Hochschulsenator sprach er sich bereits 1929 in der Schrift „Für und wider die Akademische Stadt“ dafür aus, das Hamburgische Welt-Wirtschafts-Archiv zu verselbständigen und in eine Stiftung zu überführen.

## Auszeichnungen
- 1951: Bürgermeister-Stolten-Medaille des Hamburger Senats
- 1952: Großes Verdienstkreuz der Bundesrepublik Deutschland[6]
- 1952: Ehrensenatorenwürde der Universität Hamburg[7]

## Veröffentlichungen
- Staatliche Neubautätigkeit in Hamburg nach dem Kriege. Handfeste-Verlag, Hamburg 1926.
- Für und wider die Akademische Stadt. Beilage in Hamburgischer Correspondent vom 1. Januar 1929.